# 王天鑑
王天鑑（1622年—1681年），字近微，萬全都指揮使司萬全右衛人，清朝政治人物。

## 生平
順治二年（1645年）乙酉科順天鄉試舉人，三年（1646年）聯捷丙戌科進士。授恩縣知縣，期間平定多起盜亂，七年（1650年）升禮部儀制司主事，十一年（1654年）升禮部祠祭司員外郎，同年任山東鄉試正考官，十二年（1655年）升禮部儀制司郎中，十三年（1656年）出為陝西布政使司左參議、分守河西。性格剛介負氣，數忤上官，託病歸。康熙初年，大臣舉薦而不出仕。康熙二十一年（1681年）去世。

## 延伸阅读
[在维基数据编辑]
 《清史稿/卷247》，出自趙爾巽《清史稿》